# Pavonia rotundifolia
Pavonia rotundifolia är en malvaväxtart som beskrevs av M. Thulin och K. Vollesen. Pavonia rotundifolia ingår i släktet påfågelsmalvor, och familjen malvaväxter. Inga underarter finns listade i Catalogue of Life.